# Cuenca del Chad
La cuenca del Chad es una depresión intracratónica reciente ubicada en el área centro-norte de África que se constituye en la mayor red de drenaje del continente con un diámetro de 1000 km aproximadamente.
Se trata de una cuenca endorreica, sin salida al mar, cuyo eje central es el lago Chad. Su extensión aproximada es de 2,5 millones de km², y contiene grandes extensiones de desierto o de sabana semiárida; colinda con la cuenca sedimentaria del mismo nombre, pero se extiende más hacia el noreste y el este.
Geográficamente, la cuenca abarca parcialmente siete países, entre ellos, gran parte de Chad y Níger. Cuenta con una población étnicamente diversa de alrededor de 30 millones de personas, según cifras de 2011, la que crece rápidamente.
Contrariamente a lo que se podría pensar, el Lago Chad no es el punto más bajo de la cuenca endorreica del Chad, en efecto el nivel actual del lago está a aproximadamente 281 m s. n. m., al noreste del lago, a unos 500 km se encuentra la depresión de Bodele que se sitúa a 175 m s. n. m.